# Tsunamite

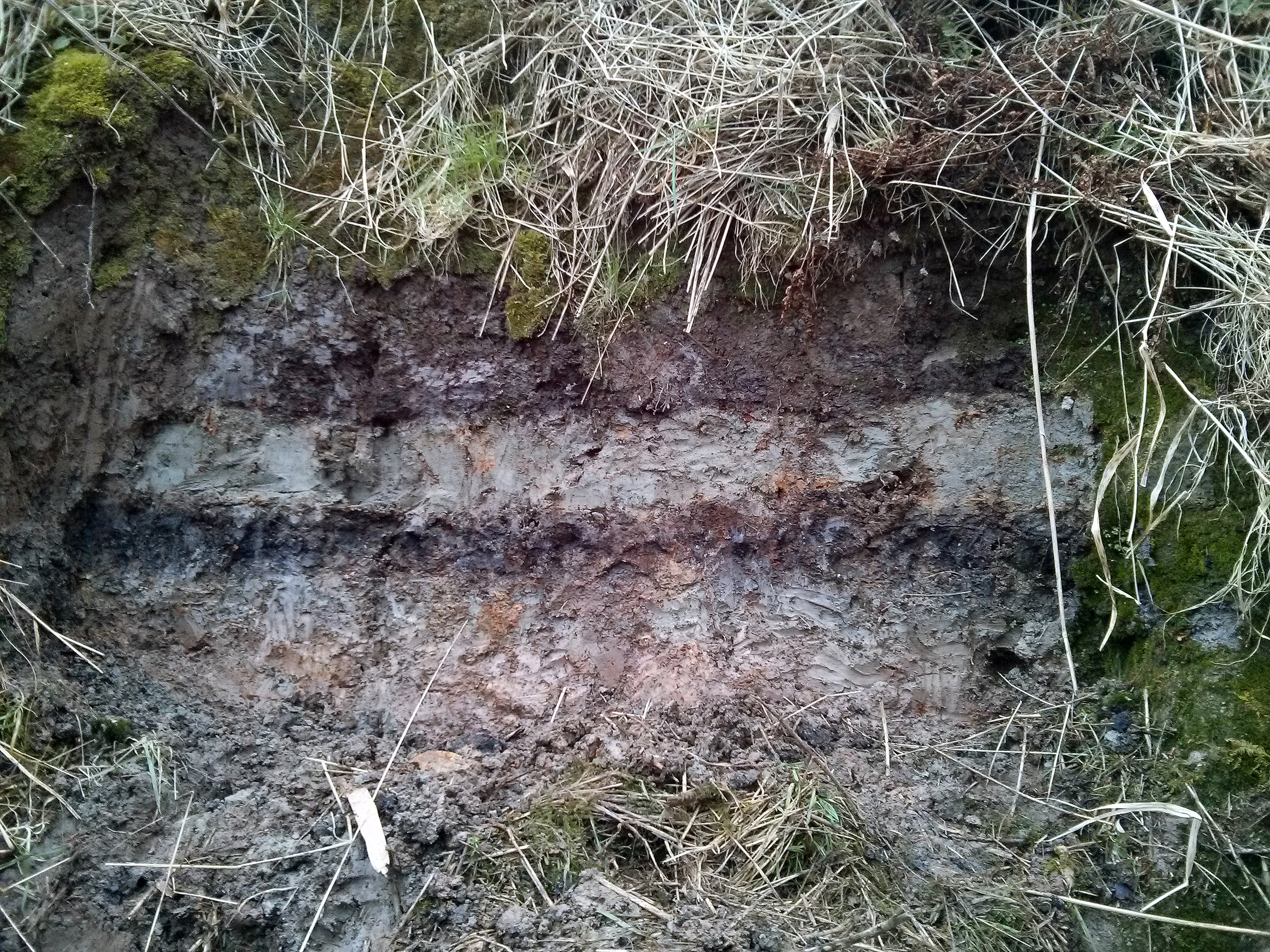
Tsunamite déposé par le tsunami de Storegga.

Un tsunamite est un « dépôt résultant du remaniement des sédiments causé par les vibrations dues aux ondes de pression d'un tsunami ».
Ce dépôt spécifique forme une unité sédimentaire qui peut être utilisée pour mesurer l'ampleur, et la date de tsunamis passés. 

Surtout quand on peut déterminer la cause et l'« épicentre » du tsunami, les tsunamites peuvent aussi aider à évaluer le risque sismique et le risque d’occurrence d'un nouveau tsunami, ainsi que sa gravité.
Il est parfois difficile de les distinguer d'autres dépôts causés par de grandes tempêtes, des ruptures de barrage morainiques ou certains autres processus sédimentaires.

## Vocabulaire et histoire du mot tsunamite
- Ce mot a été introduit dans les années 1980 pour désigner les processus de redéposition s'effectuant au moment de l’arrêt de la progression du tsunami et du reflux de la vague.
L'application du terme s'est élargie pour englober tous les dépôts liés au tsunami, mais son utilisation sous cette forme a été contestée[2]. L'usage du mot au sens large continue à se faire[3]
- on utilise aussi le mot tsunamiite ou l'expression « tsunami deposit » (pour les anglophones)
- Remarque : Plus généralement on parle de séismite pour désigner des sédiments ou matériaux remobilisés par un séisme. S'il s'agit de traces fossiles de séismes trouvés dans des cavernes (effondrements de plafond, stalactites cassées, etc), on parlera de « spéléoséismite »

## Identification des tsunamites

Types d’environnements sous-marins où peuvent être recherchés et trouvés des tsunamites.

Ils sont qualifiés d'« onshore » (sur terre) ou d'« offshore » (en mer, généralement sous-marin).

### Onshore
Les dépôts bien enregistrés et documentés des tsunamis historiques peuvent être comparés à ceux de tempêtes ainsi enregistrées. 
Les dépôts alluviaux se trouvent souvent dans un environnement de sédimentation lente, en bordure de fleuves ou d'estuaires et dans les zones basses de l'arrière-littoral (lagunes par exemple). On les trouve en fines couches successivement déposées, alors que les tsunamites peuvent être trouvés plus loin, en situation anormale, avec des sédiments grossiers et en couches uniques, et parfois épaisses.
L'indicateur le plus fiable d'une origine tsunamique semble être l'étendue de l'inondation, et sa limite anormale,.
Un cyclone peut aussi déplacer des gros sédiments (roches...), mais souvent sur une moindre distance.

### Offshore
Lors du reflux du tsunami, les sédiments (d'origine marine et terrestre qui ne se sont pas déposés sur terre et qui sont entraînés dans le reflux se déposent dans l'eau peu profonde pour les plus lourds, et peuvent sédimenter de manière différentiée (les plus lourds d'abord) dans les dépressions proches. Mais ce type de sédimentation peut ressembler à celle qui se produit après une très grosse tempête avec fortes inondations. Des coulées de débris et traces de turbidité peuvent aussi faire suite à des glissements de talus, éventuellement déclenchés par le séisme. Il n'existe pas encore de critères univoques disponibles pour identification différentiée de ces situations ou des déclencheurs d'événements sédimentaires exceptionnels,.

## Utilisations
La reconnaissance et la datation des dépôts du tsunami est une partie importante de paléosismologie. 
- Les tsunamites sont les preuves d'un événement
- L'étendue d'un dépôt particulier, de même que sa position et son épaisseur peuvent aider à juger de l'ampleur d'un séisme historique connu ou préhistorique. Par exemple, dans le cas du tremblement de terre de Sanriku (en 869), l'identification de tsnunamites à plus de 4,5 km à l'intérieur de la plaine de Sendai prouvait non seulement un tsunami historique, mais donnait une indication précieuse sur sa magnitude et l'existence d'une zone de rupture probable extracôtière. Le fait que deux dépôts antérieurs avec une signature semblable aient été identifiés et datés prouvent l'existence d'un risque élevé dans la région. L'étude des trois dépôts suggère un possible intervalle de répétition de grands séismes « tsunamigènes » long de la côte de Sendai tous les 1 000 ans environ, avec des inondations à grande échelle[9]. Ainsi, en 2007, la probabilité qu'un grand tremblement de terre tsunamigène frappe la côte japonaise entre 2000 et 2030 était donnée comme probable à 99 %[10]. 
Sur cette base, l'opérateur TEPCO a pu réviser la gravité du risque pour la centrale nucléaire de Fukushima Daiichi et savoir qu'une digue protégeant contre une vague de 9 m serait insuffisante, mais il n'a pris aucune mesure immédiate[11]. Le tsunami provoqué par le tremblement de terre de Tohoku en 2011 a une généré une vague dont la hauteur au moment du choc avec la centrale de Fukushima était d'environ 15 m, bien au-dessus des 5,7 m prévus pour la défense de la centrale contre un éventuel tsunami[12]. C'est ainsi que le Japon s'est trouvé en situation critique de Genpatsu-shinsai (expression qui désigne en japonais l'accident majeur résultant de la conjonction dans l'espace et le temps d'un accident nucléaire grave (impliquant potentiellement ou effectivement une fusion du cœur d'un réacteur) et  un tremblement de terre[13] qui l'a déclenché). 
Dans ce cas, la distance parcourue par la vague (zone d'inondation) du tsunami de 2011 était presque identique à celle observée pour les trois événements plus anciens, comme d'ailleurs l'étendue latérale de la zone submergée[14].